# Enrico Calamai
Enrico Calamai (* 24 de junio de 1945, Roma, Italia) es un exdiplomático italiano. Integra la fundación del Comitato per la promozione e la protezione dei diritti umani.

## Trayectoria
Ejerció como diplomático consular primero como vicecónsul y luego como cónsul en España, Argentina, Afganistán y Nepal. 
Destacado en Buenos Aires entre 1972-1977 residía en la ciudad cuando se produjo el golpe de Estado en Argentina de 1976 donde ayudó a salir del país a más de 300 perseguidos. En Argentina se lo conoce como "El Oskar Schindler italiano" (ver Desaparecidos durante el Proceso de Reorganización Nacional).
Su caso tiene connotaciones similares a la gestión del embajador sueco Harald Edelstam en Chile durante la dictadura de Augusto Pinochet o antes los más conocidos de Raoul Wallenberg, Gilberto Bosques y Arturo Castellanos entre otros diplomáticos.
En Italia colaboró con su testimonio en contra de ocho militares argentinos acusados de crímenes de lesa humanidad.
En 2004, le fue otorgada la Cruz de la Orden del Libertador San Martín en el grado de Comendador
El 20 de marzo de 2012, con Horacio Verbitsky, habló en Roma durante un acto en homenaje a las víctimas de la Masacre de las Fosas Ardeatinas y por el aniversario del Golpe del 24 de marzo, organizado por el grupo de residentes argentinos en Italia; la Embajada y la Universidad de Roma III.

## Publicaciones
- Calamai, Enrico. Niente Asilo Politico, Diario di un console italiano nell’Argentina dei desaparecidos, FELTRINELLI, 2006, ISBN 978-88-07-81912-4[4]

- Calamai, Enrico. Faremo la America, Ed. Angelo manzoni, 2010. ISBN 978-88-6204-081-5